# Clay Aiken

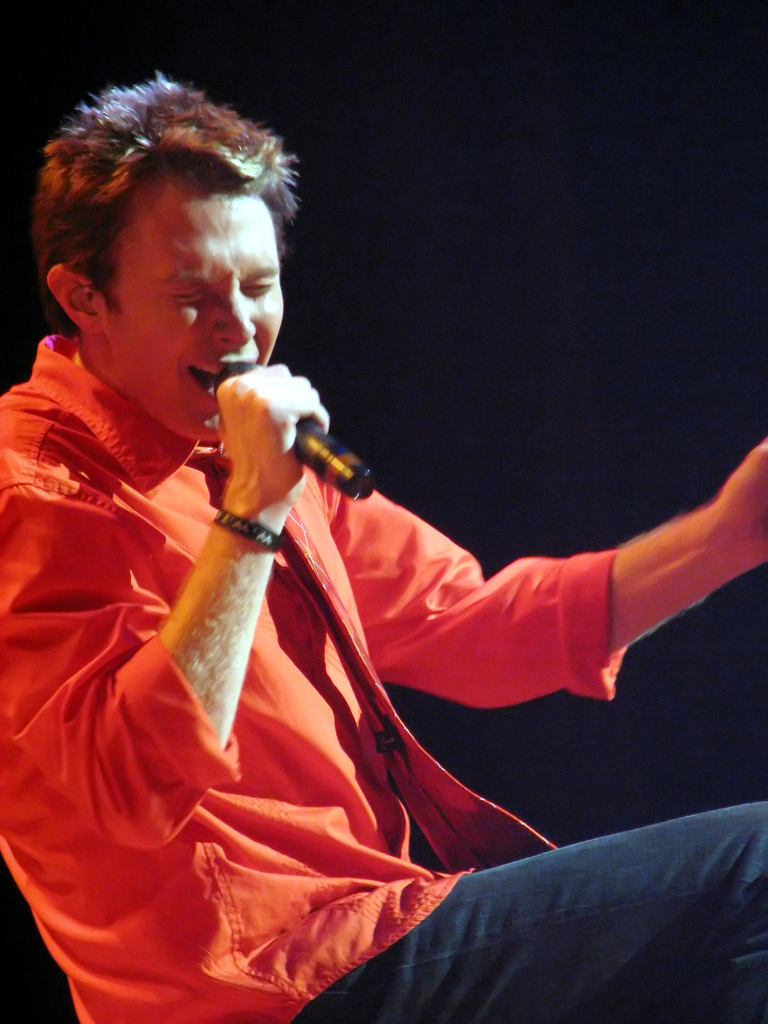
Clay Aiken, 2007

Clay Aiken (* 30. November 1978 in Raleigh, North Carolina als Clayton Holmes Grissom) ist ein US-amerikanischer Pop/Rock-Sänger, der 2003 im Finale der zweiten Staffel von American Idol gegen Ruben Studdard verlor. Außerdem ist er Politiker der Demokratischen Partei.

## American Idol
Aiken qualifizierte sich für die Mottoshows als Dritter seiner Gruppe. Nur Studdard, der spätere Gewinner des Wettbewerbs, und die künftige Dritte, Kimberley Locke, waren offiziell besser als er.
In den Mottoshows entwickelte er sich zusammen mit Studdard zu den Favoriten für den Titel, was sich am 21. Mai 2003 auch bewahrheitete, als sie sich im Finale gegenüberstanden.
Aiken sang in den Mottoshows viele Balladen.
Studdard gewann das Finale mit einem knappen Vorsprung von 130.000 Stimmen bei insgesamt 24 Millionen Anrufen. Das Ergebnis wurde jedoch kritisiert, da die Leitungen oft besetzt waren und man dadurch nicht immer abstimmen konnte. Aus diesem Grund verlangten einige, dass man die Anzahl der versuchten Anrufe zählen sollte, welche bei Aiken höher waren. Die Macher von American Idol beugten sich der Kritik nicht.
Clay Aiken ist als erfolgreichster Interpret aus der zweiten American-Idol-Staffel hervorgegangen.

## Karriere

### 2003–2005: Measure of a Man/Merry Christmas with Love
Aikens Debütsingle Bridge over Troubled Water/This Is the Night (Aldo Nova/Gary Burr/Chris Braide), veröffentlicht am 10. Juni 2003, wurde von der Recording Industry Association of America mit Platin ausgezeichnet. Die Single stieg von 0 auf 1 in den Billboard Hot 100 und den Hot 100 Single Sales. Das Lied wurde zur schnellstverkauften Single nach Elton Johns Candle in the Wind von 1997 und die meistverkaufte Single des Jahres 2003.
Am 14. Oktober 2003 erschien sein Debütalbum Measure of a Man, welches von 0 auf 1 der Billboard 200 mit über 600.000 verkauften CDs einstieg. Bis August 2006 haben sich über 2.750.000 Exemplare des Albums verkauft, was Doppel-Platin bedeutet. Die Schallplatte wurde ihm von Clive Davis in der US-amerikanischen Show Good Morning America verliehen. Vom Februar bis April 2004 war er mit Kelly Clarkson auf Tournee, der Independent Tour. Er nahm ein Duett namens Without You mit Kimberley Locke auf, welches im Mai 2003 auf Kimberley Lockes Debütalbum erschien. Seine zweite Tournee hieß The Not a Tour 2004 Summer Solo Tournee, welche ihn von Juli bis September 2004 durch 50 Städte der USA führte. Der Tourneesponsor war von Disney.
Eine dritte Tournee fand im November und Dezember 2004 statt. Sie hieß The Joyful Noise Tour und wurde in 28 Städten aufgeführt. Die Tournee wurde zum Thema Weihnachten gestaltet, aufgrund des zweiten Albums Merry Christmas with Love, für das Torrie Zito die Arrangements schrieb und welches sich über eine Million Mal verkaufte und mit Platin ausgezeichnet wurde. Die Tournee wurde vom Ronald McDonald House gesponsert. Für die Tournee wurde ein dreißigköpfiges Orchester eingestellt. In manchen Städten wurde Aiken von den regionalen Orchestern unterstützt z. B. in Atlanta vom Atlanta Symphony Orchestra.
Im Februar 2005 spielte Aiken die Rolle des Kenny in einer einzigen Episode in der Comedy-Serie Scrubs – Die Anfänger. The Jukebox Tour war der Titel der bereits fünften Tournee, die Aiken zwischen Juli und September 2005 durch die USA und Kanada führte. Es wurden Covers aus den 1950ern bis 1990er Jahren, einige Lieder aus seinem Debütalbum, sowie einige neue Lieder, die er vor Publikum testete, gespielt.

### 2006: A Thousand Different Ways
Sein neues Album A Thousand Different Ways kam am 19. September 2006 in die US-Läden. In der ersten Woche konnte Aiken mehr als 200.000 Alben verkaufen und stieg von 0 auf 2, wodurch er sein drittes Album in den Top 5 der Billboard 200 platzieren konnte, was bisher nur wenige Künstler in den USA schafften.

### 2024: The Masked Singer
Von März bis Mai 2024 nahm Aiken zusammen mit Studdard als Beets an der elften Staffel der US-amerikanischen Version von The Masked Singer teil, in der sie den fünften Platz erreichten.

## Privatleben
Clay Aiken ist heute Vater eines Sohnes, der am 8. August 2008 nach einer künstlichen Befruchtung geboren wurde. Nur einen Monat später outete sich Aiken in einem Interview mit Entertainment Online und bekannte sich offen zu seiner Homosexualität.

## Politische Karriere
Clay Aiken trat bei den Wahlen zum US-Repräsentantenhaus am 4. November 2014 als Demokrat gegen die republikanische Amtsinhaberin Renee Ellmers im 2. Wahlbezirk von North Carolina an, unterlag ihr aber mit 41:59 Prozent der Stimmen.
 Zuvor hatte er am 6. Mai 2014 bei den parteiinternen Vorwahlen mit 40,83 % der Stimmen knapp gegen den ehemaligen Handelsminister von North Carolina, Keith Crisco, und Toni Morris gewonnen.

## Diskografie

### Studioalben
| Jahr | Titel                     | Höchstplatzierung, Gesamtwochen, AuszeichnungChartsChartplatzierungen (Jahr, Titel, Platzierungen, Wochen, Auszeichnungen, Anmerkungen) | Anmerkungen                              |
| Jahr | Titel                     | US | Anmerkungen                              |
| ---- | ------------------------- | --- | ---------------------------------------- |
| 2003 | Measure of a Man          | US1 ×2Doppelplatin · (35 Wo.)US | Erstveröffentlichung: 14. Oktober 2003   |
| 2004 | Merry Christmas with Love | US4 Platin · (7 Wo.)US | Erstveröffentlichung: 16. November 2004  |
| 2006 | A Thousand Different Ways | US2 Gold · (14 Wo.)US | Erstveröffentlichung: 19. September 2006 |
| 2008 | On My Way Here            | US4 (5 Wo.)US | Erstveröffentlichung: 6. Mai 2008        |
| 2010 | Tried and True            | US9 (4 Wo.)US | Erstveröffentlichung: 1. Juni 2010       |
| 2012 | Steadfast                 | US120 (1 Wo.)US | Erstveröffentlichung: 27. März 2012      |

### Kompilationen
| Jahr | Titel                      | Höchstplatzierung, Gesamtwochen, AuszeichnungChartsChartplatzierungen (Jahr, Titel, Platzierungen, Wochen, Auszeichnungen, Anmerkungen) | Anmerkungen                         |
| Jahr | Titel                      | US | Anmerkungen                         |
| ---- | -------------------------- | --- | ----------------------------------- |
| 2009 | Playlist: The Very Best of | US173 (1 Wo.)US | Erstveröffentlichung: 31. März 2009 |

Weitere Veröffentlichungen
- 2004: Live – A Clay Aiken Christmas (US: Gold)
- 2006: All Is Well
- 2010: Tried and True Live
- 2010: X2: A Thousand Different Ways/Measure of a Man

### Singles
| Jahr | Titel                              | Höchstplatzierung, Gesamtwochen, AuszeichnungChartsChartplatzierungen (Jahr, Titel, Platzierungen, Wochen, Auszeichnungen, Anmerkungen) | Anmerkungen                         |
| Jahr | Titel                              | US | Anmerkungen                         |
| ---- | ---------------------------------- | --- | ----------------------------------- |
| 2003 | This Is the Night                  | US1 (16 Wo.)US | Erstveröffentlichung: 3. Juni 2003  |
| 2003 | Invisible Measure of a Man         | US37 Gold · (20 Wo.)US | Erstveröffentlichung: Oktober 2003  |
| 2004 | The Way/Solitaire Measure of a Man | US4 (8 Wo.)US | Erstveröffentlichung: 17. März 2004 |

- 2003: Bridge Over Troubled Water (US: Platin)